# Libro de Gad el vidente
El Libro de Gad el Vidente es un presunto texto perdido, que se supone que fue escrito por el profeta bíblico Gad, que se menciona en HE.  El pasaje dice: "Ahora bien, los hechos del rey David, primeros y postreros, he aquí, están escritos en el libro de Samuel, el vidente, y en el libro del profeta Natán, y en el libro de Gad el vidente".  Estos escritos de Natán y Gad pueden haber sido incorporados en 1 y 2 de Samuel.
Este texto a veces se llama Crónicas de Gad el vidente o Los hechos de Gad el vidente.

## Libro pseudoepigráfico del mismo nombre
Hay un libro pseudoepigráfico con el mismo título, existente en la forma de un manuscrito de los judíos de Cochin (judíos negros de Cochin, India).  El manuscrito que se encuentra ahora en la Biblioteca de Cambridge es una copia relativamente reciente (siglo XIX).  Según Solomon Schechter, este manuscrito está copiado de un documento que pretende ser de Roma, y las formas y características lingüísticas tardías del manuscrito hebreo, así como su similitud sustancial con alguna literatura cabalística medieval y algunos aspectos del cristianismo, indican una relación relativamente  fecha tardía.  Por lo tanto, considera que no se remonta a la antigüedad;   Sin embargo, según el profesor Meir Bar Ilan, aunque algunos aspectos lingüísticos del manuscrito hebreo son de fecha tardía, hay evidencia de que el libro se originó aproximadamente en el siglo I o II d. C.
En agosto de 2015 se publicó una edición académica del libro, editada por el profesor Meir Bar Ilan de la Universidad Bar Ilan.  El libro también incluye una traducción al inglés del texto original.